# Eschata horrida
Eschata horrida là một loài bướm đêm trong họ Crambidae.